# Miguel Ángel Moyá
Miguel Ángel Moyá Rumbo, född 2 april 1984, är en spansk före detta fotbollsmålvakt. Han har tidigare representerat bland annat Mallorca, Valencia, Atlético Madrid och Real Sociedad.